# مختار نصير
مختار نصير مواليد 7 مايو 1979 في المالديف، هو لاعب كرة قدم مالديفي يلعب مع نادي نيو راديانت كلاعب وسط.

## المسيرة الاحترافية

### أندية لعب لها
- نادي نيو راديانت
- نادي فيكتوري

## روابط خارجية
- مختار نصير على موقع الاتحاد الدولي (مؤرشف)  (الإنجليزية)
- مختار نصير على موقع قاعدة بيانات كرة القدم.إي يو (الإنجليزية)
- مختار نصير على موقع عالم كرة القدم.نت (الإنجليزية)